# 中谷英樹
中谷 英樹（なかたに ひでき、1988年3月26日 - ）は、車いすラグビー日本代表のヘッドコーチ。埼玉県志木市出身。

## 略歴
出典：
2010年、埼玉県立大学保険医療福祉学部を卒業し、筑波大学体育専門学群研究生として入学。
2011年、筑波大学大学院人間総合科学研究科バイオメカニクス専攻。川越東高等学校サッカー部外部コーチを務める。
2015年、日本スポーツ振興センターのハイパフォーマンスサポート事業パラリンピック競技映像分析スタッフとして、車いすラグビーの映像分析を担当。
2015年8月、車いすラグビー日本代表の強化合宿に、アナリストとして初めて帯同する。11月に、「ワールドウィルチェアーラグビーチャレンジ2015（イギリス大会）」に出場する車いすラグビー日本代表に帯同し、同チームのアナリスト（映像分析担当）として本格的に活動を始める。
2016年、リオデジャネイロパラリンピックのハイパフォーマンスサポートハウスの映像分析スタッフを務める。
2021年、東京パラリンピックにおいて、車いすラグビー日本代表のスタッフ（アナリスト担当）として、銅メダル獲得に貢献。
2024年、パリパラリンピックにおいて、車いすラグビー日本代表のスタッフ（アナリスト担当）として、金メダル獲得に貢献。
2024年11月、SHIBUYA CUPで、車いすラグビー日本代表アシスタントコーチを担当。
2025年2月、ジャパンパラ車いすラグビー競技大会で、車いすラグビー日本代表の暫定ヘッドコーチとして、優勝に貢献。この大会で、当時ヘッドコーチの岸光太郎はアシスタントコーチを務めた。
2025年4月1日、車いすラグビー日本代表ヘッドコーチに就任。